# Avishai Cohen (bassist)
Avishai Cohen (kibboets Kabri, 20 april 1970) is een Israëlische jazzcontrabassist, -zanger, orkestleider, componist en arrangeur. Zijn stijl (volgens Alex Henderson in de All Music Guide) combineert invloeden uit het Midden-Oosten en Israëlische muziek met fusion en akoestische jazz. Het tijdschrift Bass Player rekent hem tot een van de 100 meest invloedrijke bassisten van de 20e eeuw.

## Biografie
Avishai Cohen komt uit een muzikale familie. Hij begon piano te spelen op 11-jarige leeftijd en raakte op 14-jarige leeftijd geïnteresseerd in jazz. Nadat hij piano had gespeeld in een school-jazzband, schakelde hij over op elektrische bas, geïnspireerd door de muziek van Jaco Pastorius. Op 16-jarige leeftijd ging Cohen naar de Music & Arts High School in Jeruzalem, later speelde hij op lokale optredens in Jeruzalem totdat hij uiteindelijk zijn militaire dienstplicht vervulde. Daarna wisselde Cohen naar de akoestische bas.
In 1992 verhuisde hij naar New York, waar hij zich aanvankelijk boven water moest houden als meubelverpakker en bouwvakker en zijn basspel meestal alleen in parken of metro's te horen was. Daar ging hij ook naar de New School for Jazz and Contemporary Music. Nadat hij samen met grootheden als Paquito D'Rivera, Joshua Redman, Wynton Marsalis en Roy Hargrove had opgetreden, nam de Latijns-Amerikaanse jazzpianist Danilo Pérez hem in dienst voor zijn band en in 1996 haalde de pianist Chick Corea hem in zijn nieuw geformeerde akoestische sextet Origin. Tot 2003 behoorde Cohen tot de bands van Chick Corea. Cohen speelde ook met Ravi Coltrane en Leon Parker, evenals met eigen formaties in kleine clubs. In 1996 speelde hij met gitarist Kurt Rosenwinkel. In 1997 kreeg hij een platencontract en nam hij zijn eerste album Adama op voor Stretch Records. Hij werkte ook gedurende deze periode met o.a. Seamus Blake, Steve Davis, Claudia Acuña, Herbie Hancock, Amos Hoffman, Bobby McFerrin en Danilo Pérez.
Na het verlaten van de Corea-band richtte hij het Avishai Cohen Trio op met drummer Mark Guiliana en de Israëlische pianist Shai Maestro. Cohen keerde uiteindelijk terug naar Israël.
Met zijn eigen trio met Shai Maestro en Itamar Doari nam hij na 2005 een aantal albums op bij het label Razdaz Recordz en trad hij in 2008 op tijdens het Jazzfest Berlin. Sinds het album Duende (2012) speelt Nitai Hershkovits piano. Bovendien verving Daniel Dor eind 2013 de vorige drummer Mark Guiliana. Hij speelde ook met Ziv Ravitz (Images from Home, 2009). Buiten jazz werkte Cohen samen met zangeres Alicia Keys en het Israel Philharmonic Orchestra.
Op het studioalbum Arvoles (2019) is Cohen te horen met Elchin Shirinov op piano en Noam David op drums. Trombonist Björn Samuelsson en fluitist Anders Hagberg verschijnen op de helft van de tien nummers.

## Discografie
- 1998: Adama (Stretch)
- 1999: Devotion (Stretch)
- 2000: Colors (Stretch)
- 2001: Unity (Stretch)
- 2003: Lyla (Razdaz Recordz)
- 2005: At Home (Razdaz Recordz)
- 2006: Continuo (Razdaz Recordz)
- 2007: As Is... Live at the Blue Note (Razdaz Recordz)
- 2008: Gently Disturbed (Avishai Cohen Trio; Razdaz Recordz)
- 2009: Aurora (BlueNote Records)
- 2011: Seven Seas (EMI Records/Blue Note Records)
- 2012: Duende (met Nitai Hershkovits; EMI Records/Blue Note Records)
- 2013: Almah (Razdaz Recordz)
- 2015: From Darkness (Avishai Cohen Trio; Razdaz Recordz)
- 2017: 1970 (Masterworks)
- 2019: Arvoles (Razdaz Recordz)
- 2020: Big Vicious (ECM Records)
- 2022: Shifting Sands (Razdaz Recordz)